# Cyaneolytta indica
Cyaneolytta indica là một loài bọ cánh cứng trong họ Meloidae. Loài này được Anand miêu tả khoa học năm 1980.